# Parochie Onze Lieve Vrouw van Amersfoort
De Parochie Onze Lieve Vrouw van Amersfoort is een rooms-katholieke parochie in de Nederlandse plaatsen Amersfoort, Hooglanderveen en Hoogland. Zij is op 1 juli 2010 ontstaan door de fusie van alle zeven parochies in deze plaatsen. De naam verwijst naar het Mariabeeld dat van Amersfoort in de middeleeuwen een belangrijk bedevaartsoord maakte. 
De parochie omvat de volgende kerken met de gelijknamige geloofsgemeenschappen:
In Amersfoort:
- Sint-Ansfriduskerk in het Leusderkwartier
- Sint-Franciscus-Xaveriuskerk in de binnenstad

In Hooglanderveen:
- Sint-Josephkerk

In Hoogland:
- Sint-Martinuskerk (sinds november 2020 is dit het eucharistisch centrum van de parochie)

Bovengenoemde kerkgebouwen behoorden tot 2010 toe aan even zovele zelfstandige parochies.
Op 22 december 2013 vond de laatste eucharistieviering plaats in de Heilige Geestkerk in de wijk Randenbroek, waarna deze aan de eredienst is onttrokken. Hetzelfde lot trof de Sint-Henricuskerk in het Soesterkwartier die op 5 januari 2014 werd gesloten.
In Bunschoten en Spakenburg maakten 125 parochianen deel uit van de RK Gemeenschap Open Kontakt, die in 1969 vanuit de Martinusparochie werd opgericht. Vele jaren had deze gemeenschap onderdak in de Adventkerk in Spakenburg, op 6 april 2014 vond hier de laatste viering plaats. In 2021 werd de Heilig Kruiskerk in de wijk Kruiskamp aan de rooms-katholieke eredienst onttrokken.
Bovendien participeert de parochie in twee oecumenische geloofsgemeenschappen die gehuisvest zijn in gelijknamige kerkgebouwen: 
- Het Brandpunt in de wijk Kattenbroek
- De Herberg in de wijk Nieuwland

Voorts heeft de parochie nog de wijkherberg "De Heilige Geest" in Randenbroek-Schuilenburg in de voormalige gelijknamige kerk.
Het secretariaat van de parochie is gevestigd in de pastorie naast de Martinuskerk.

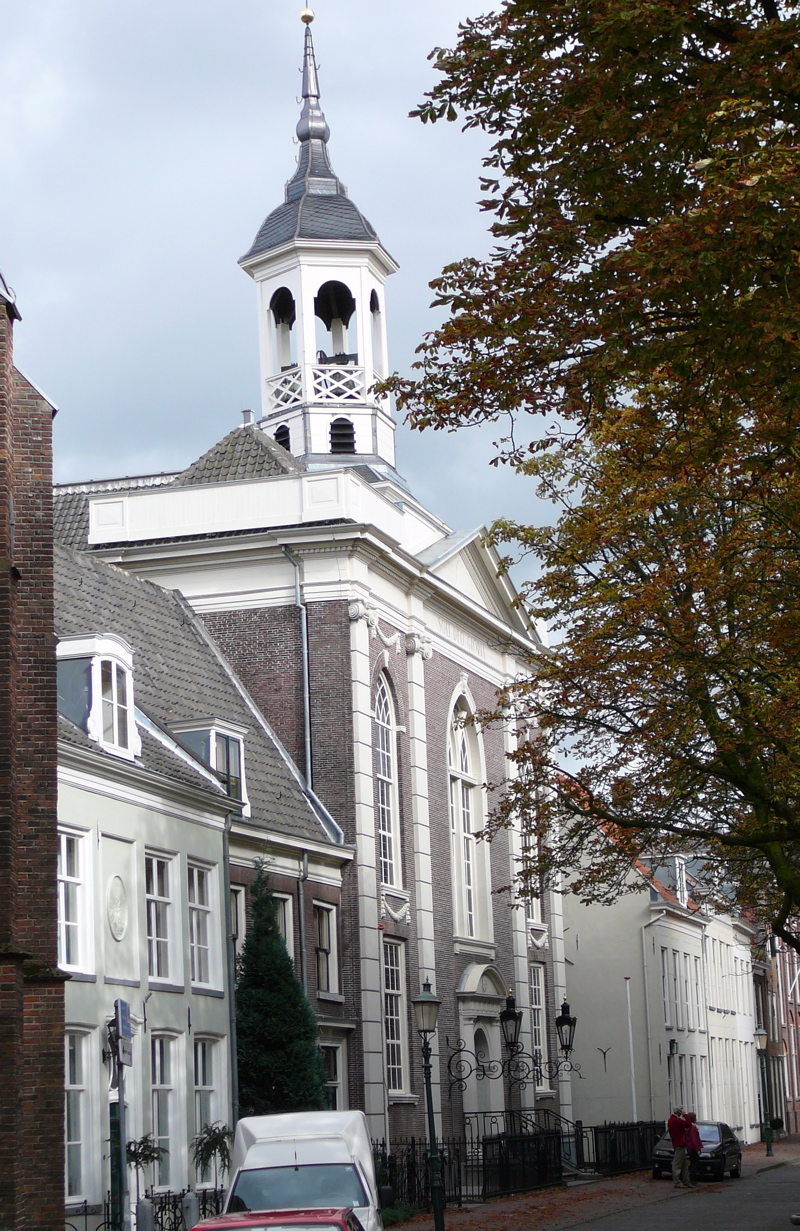
Franciscus-Xaveriuskerk
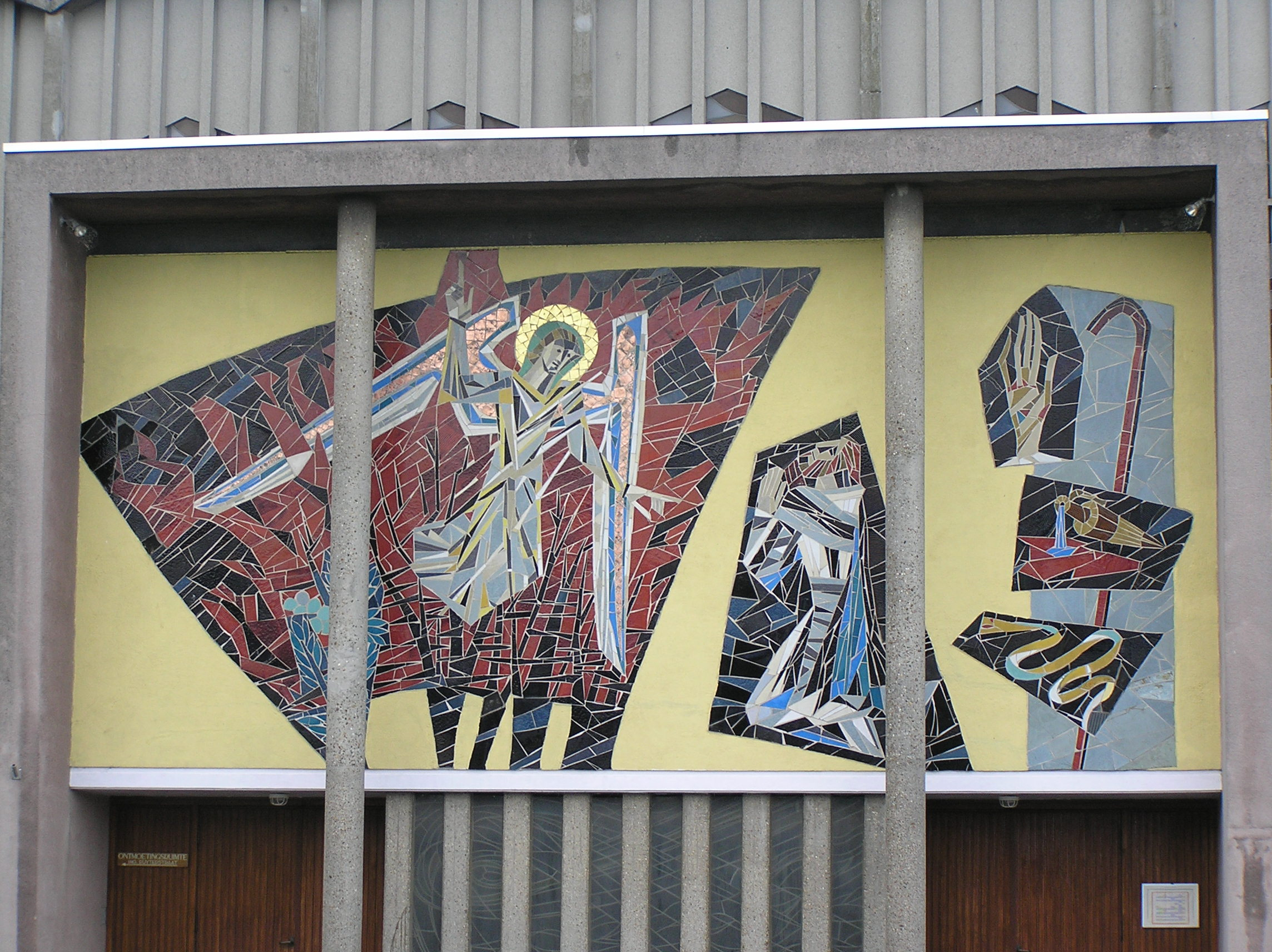
Heilig Kruiskerk (mozaïek)
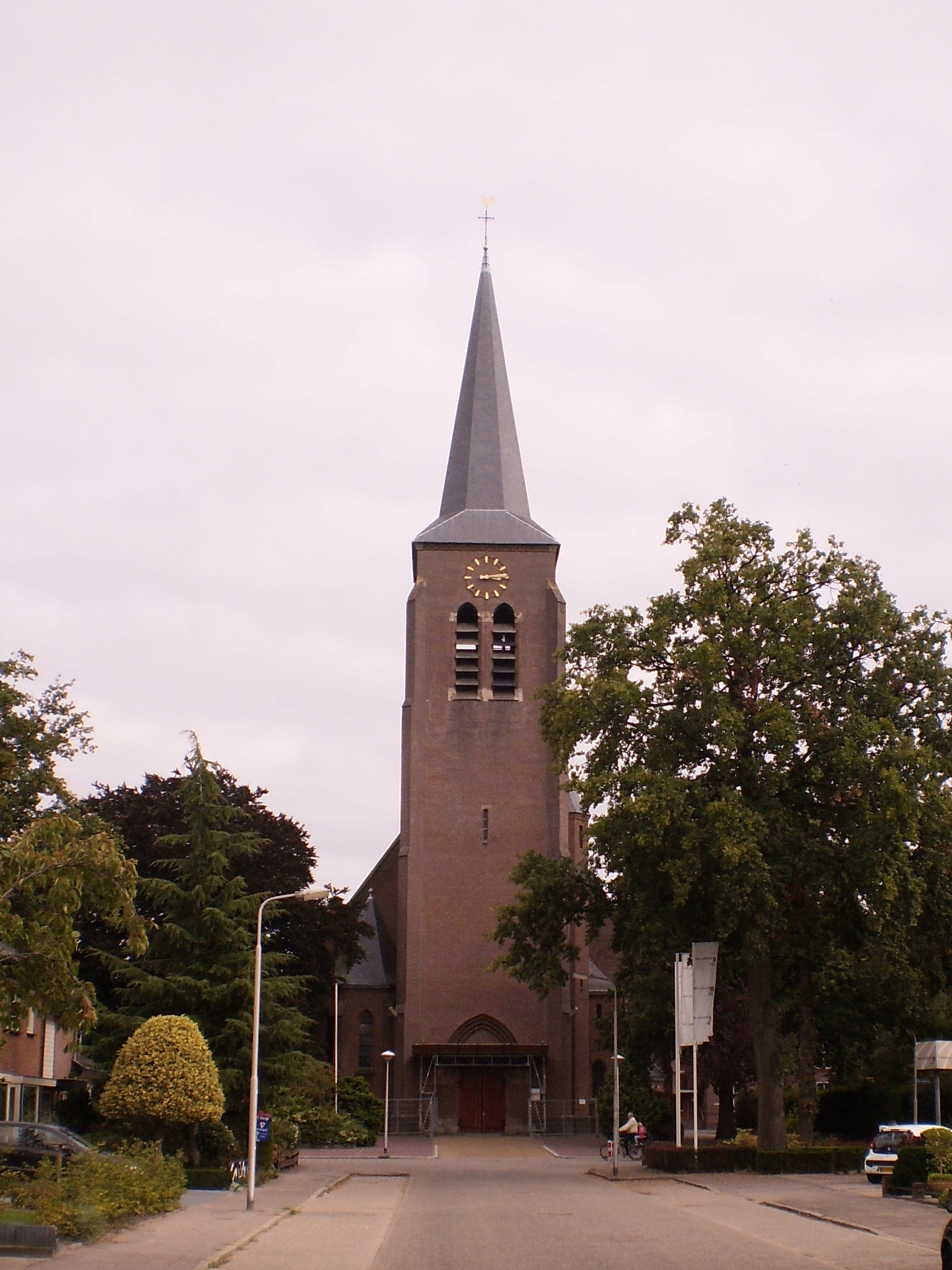
Martinuskerk
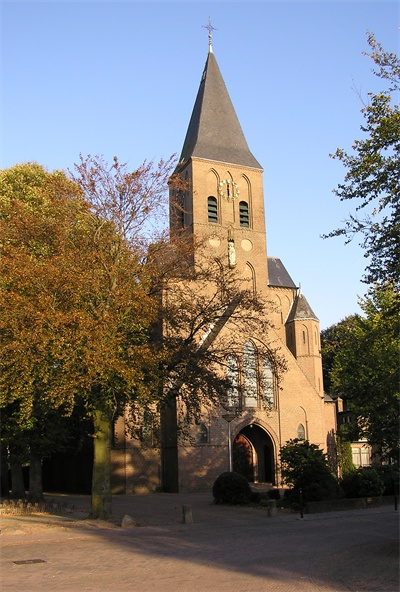
Josephkerk

## Trivia
- Tot 2021 was columnist, presentator en priester Roderick Vonhögen werkzaam als parochievicaris in de parochie.[3]